# Żleb pod Czerwienicą

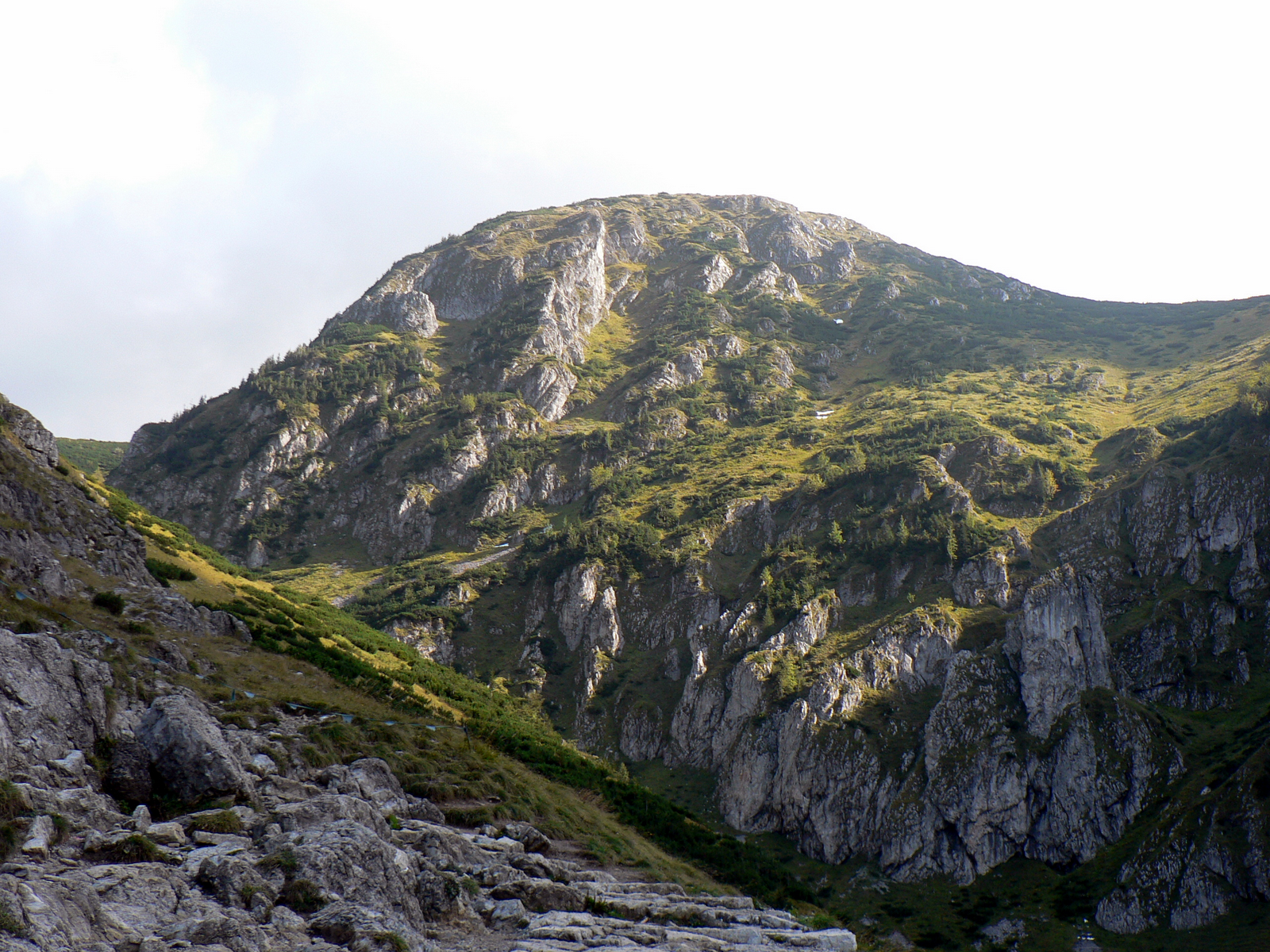
Kopa Magury. Widoczny fragment Żlebu pod Czerwienicą

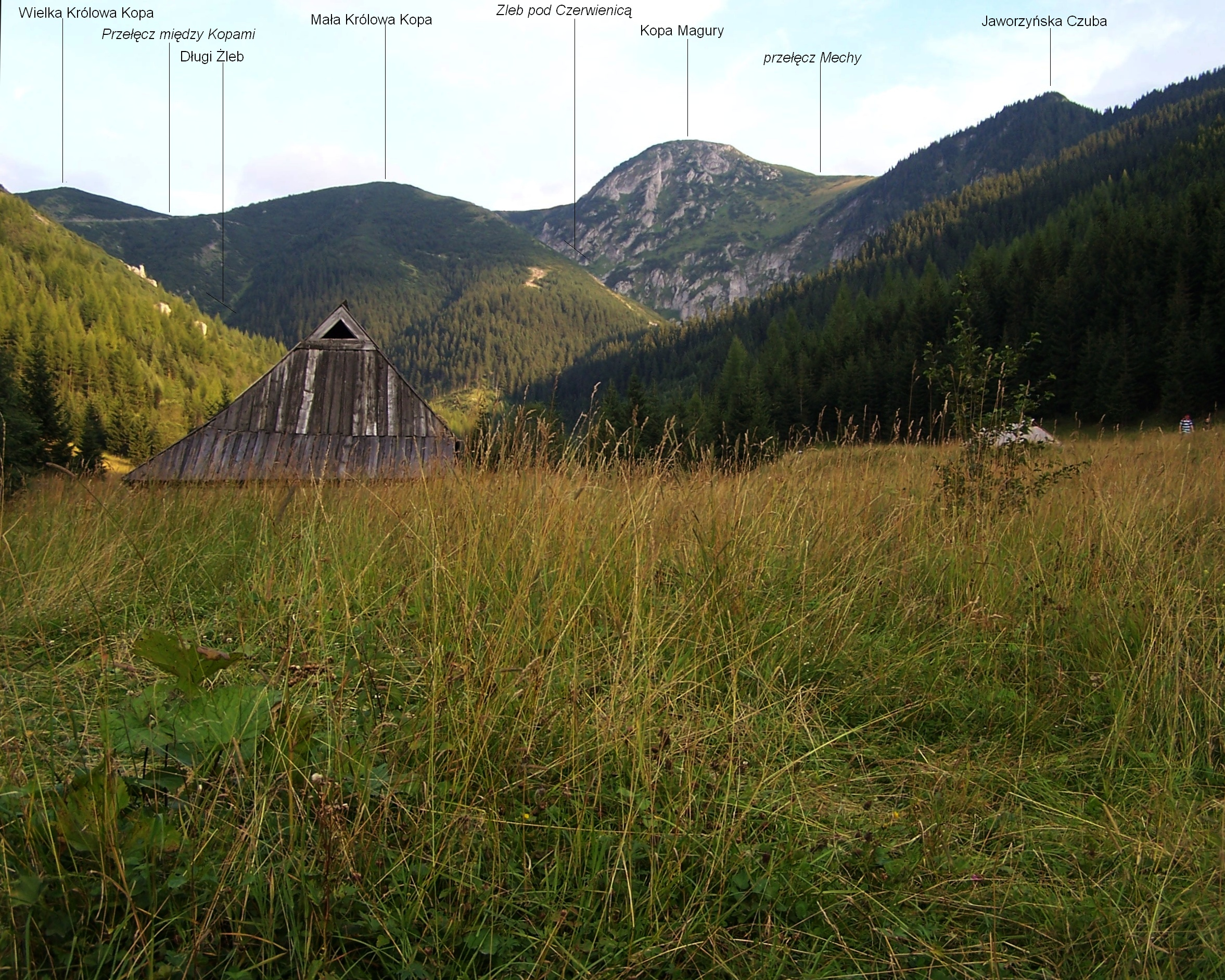
Widok z doliny Jaworzynki

Żleb pod Czerwienicą – orograficznie lewe odgałęzienie Jaworzynki w polskich Tatrach Zachodnich, wcinające się pomiędzy Małą Kopę Królową i Kopę Magury. Nazwa pochodzi od czerwonych stoków Małej Kopy Królowej po prawej stronie żlebu. Podawana w niektórych opracowaniach nazwa Żleb pod Czerwieńcem jest błędna. Bardziej popularna nazwa tego żlebu to Stare Kopalnie. Pochodzi ona od tego, że dawniej wydobywano tutaj rudy żelaza. Jest to długi żleb o krętym przebiegu; najpierw opada w kierunku północno-zachodnim, potem zachodnim, potem znów północno-zachodnim. W górnej części tego żlebu w latach 1766–1871 drążono sztolnie, w których wydobywano rudę żelaza (limonit) i były to najwydajniejsze w Tatrach kopalnie. Rocznie wydobywano 300-400 ton rudy o zawartości 30–32% żelaza. Jeszcze w latach 30. XX wieku widoczne były wejścia do tych sztolni, później jednak zostały zasypane.
Znajduje się tu kilkanaście jaskiń, m.in.: Dziura pod Jaskinią Magurską, Jaskinia Partyzancka I, Jaskinia Partyzancka II, Schronisko Jasne w Czubie Jaworzyńskiej, Schron nad Przełączką, Jaworzyńska Nyża pod Iglicą, Jaskinia w Czubie Jaworzyńskiej.
Ciekawa flora roślin. M.in. stwierdzono tutaj występowanie goryczuszki lodnikowej – bardzo rzadkiej rośliny, w Polsce występującej tylko w Tatrach i to w nielicznych tylko miejscach (ok. 10 w całych polskich Tatrach), a także rzadkiego w Polsce storczyka drobnokwiatowego.